# Skå
Pour les articles homonymes, voir SKA.
Skå est une localité dans la commune de Ekerö en Suède.

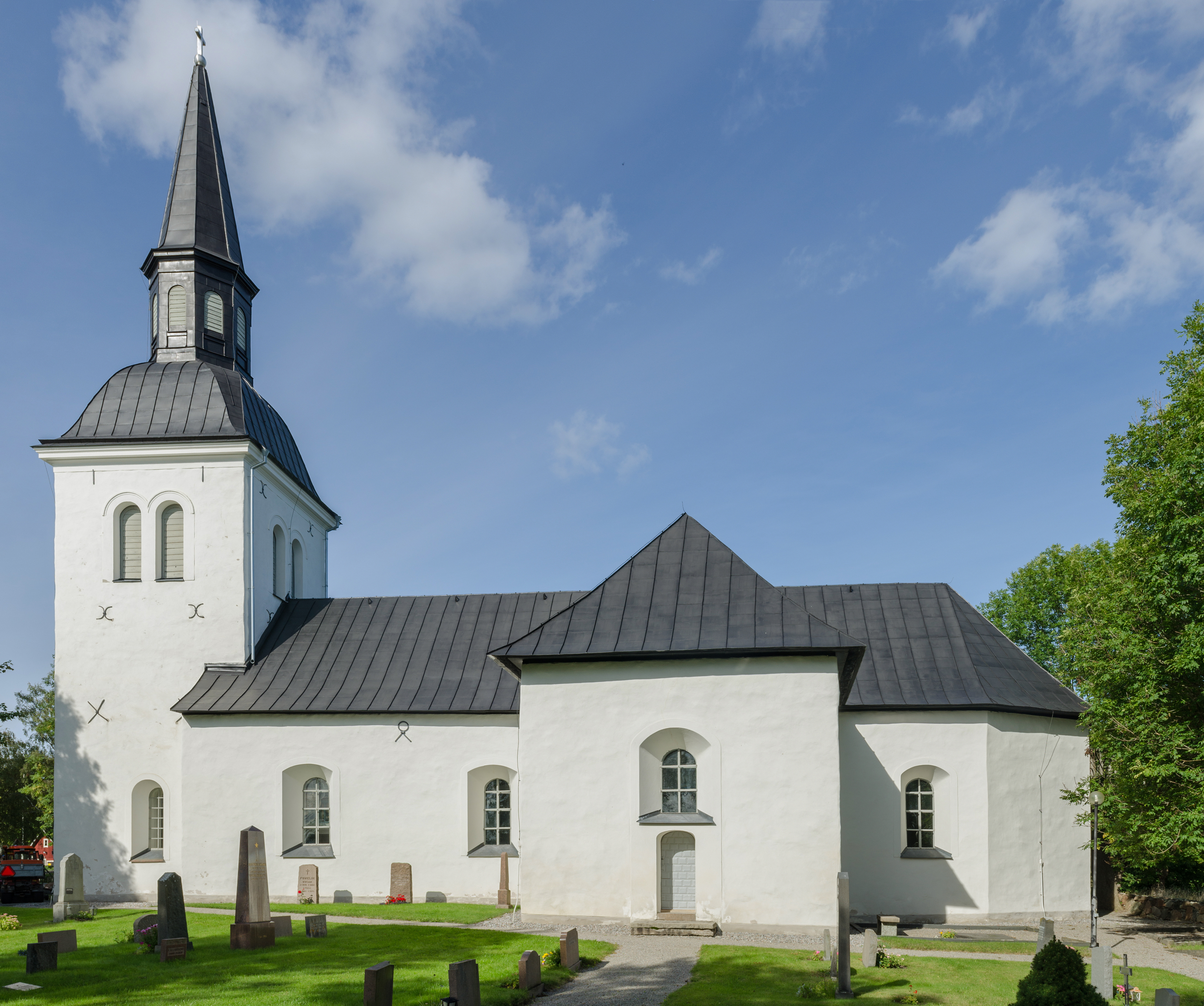
Église de Skå